# NGC 760
NGC 760 je dvostruka zvijezda u zviježđu Trokutu.

## Vanjske poveznice
- SEDS: NGC 760